# تدبير اضطراب نقص الانتباه مع فرط النشاط
تشمل الخيارات العلاجية لاضطراب نقص الانتباه مع فرط النشاط (بالإنجليزية: Attention deficit hyperactivity disorder) الممارسات المسندة بالدليل التي تحمل فعاليةً علاجيةً مثبتةً في تدبيره. توصي الأكاديمية الأمريكية للأطفال بتغيير النماذج العلاجية اعتمادًا على سن المريض، إذ تنصح باتباع العلاج السلوكي المسند بالدليل الذي يشرف عليه الأبوان أو المعلم في الأعمار التي تتراوح بين 4-5 سنوات، مع اقتصار إضافة ميثيلفينيدات على الحالات التي يستمر فيها الاضطراب الوظيفي بمستويات متوسطة إلى شديدة، بينما يوصى بالعلاج الدوائي المشترك مع العلاج السلوكي لمن تتراوح أعمارهم بين 6 و11 عامًا. تشير الأدلة إلى أن فعالية الأدوية المنبهة تتفوق على أدوية الفئات الأخرى. يجب وصف الأدوية لمن تتراوح أعمارهم بين 12-18 عامًا بعد أخذ موافقتهم، ويُفضل إشراكها مع العلاج السلوكي. صُنف الدليل على فائدة العلاج السلوكي لدى المجموعات الأكبر عمرًا ضمن الفئة «سي» فقط.
هناك عدد من الأدوية المنبهة وغير المنبهة المستطبة في علاج اضطراب نقص الانتباه مع فرط النشاط. تشمل أشيع الأدوية المنبهة ميثيل فينيدات (كونسيرتا وريتالين مديد الفعالية) وأملاح الأمفيتامين المختلطة (آديرال مديد التحرر وميدايس) دكستروأمفيتامين (ديكسيدرين) وديكسترو-ميثامفيتامين (ديسوكسين) ولسدكسامفيتامين (فيفانس). تشمل الأدوية غير المنبهة المستطبة لعلاج الاضطراب كلًا من أتوموكسيتين (ستراتيرا) وغوانفاسين (إنتونيف) وكلونيدين (كابفاي). تشمل الأدوية الأخرى التي لا تحتاج إلى تصريح طبي البوبروبيون (ويلبوترين) ومضادات الاكتئاب ثلاثية الحلقات ومثبطات استرداد السيروتونين-نورإبنفرين ومثبطات أكسيداز أحادي الأمين. قد يصعب وجود اضطراب مرضي مرافق إيجاد العلاج المناسب وتحديد التشخيص الصحيح، ويزيد الكلفة والوقت اللازم للعلاج. يوصى بتقييم أي مرض مرافق للاضطراب ومعالجته بالتزامن مع العلاج الأساسي.
يمكن استخدام العديد من الطرق العلاجية النفسية ومنهجيات التعديل السلوكي لتدبير الاضطراب، بما فيها العلاج النفسي وتدريب الذاكرة العاملة. يساعد تحسين بيئة المنزل والمدرسة المحيطة بالمريض مع تدريب الوالدين على إدارة السلوك وإدارة غرفة الصف على تحسين سلوك الأطفال المصابين بنقص الانتباه مع فرط النشاط. يوفر المدربون المتخصصون بتدبير الاضطراب خدمات واستراتيجيات تحسن الأداء مثل ضبط الوقت أو الاقتراحات التنظيمية. أظهرت برامج التدريب على الضبط الذاتي فعاليةً محدودةً. يجب أن يعمل المعلمون والآباء معًا للمساعدة على تعليم الطفل، وهذا يتطلب الانخراط في النشاطات والحد من الوقت الذي يقضيه المريض في مشاهدة الشاشة.
استمر النقص في البيانات المتعلقة بالتأثيرات الجانبية المحتملة للأدوية المستخدمة في علاج اضطراب نقص الانتباه مع فرط النشاط حتى حلول عام 2006، ولم تظهر سوى قلة من الدراسات التي تقيم أمان وفعالية العلاجات بعد أربعة أشهر من تطبيقها، ولم تُجرى تجارب مضبوطة معشاة تقيم فترات الاستخدام التي تزيد عن سنتين.

## المقاربة النفسية الاجتماعية
هناك العديد من المقاربات النفسية التي يستخدمها علماء النفس والأطباء النفسيون، وتعتمد الطريقة المختارة على المريض والأعراض التي يعاني منها. تشمل المقاربات العلاج النفسي والعلاج السلوكي المعرفي ومجموعات الدعم وتدريب الأبوين والتأمل والتدرب على المهارات الاجتماعية. قيمت دراسة عام 2019 فعالية التدرب على المهارات الاجتماعية عند الأطفال بين 5 سنوات و18 سنة، ولم تظهر أدلة قوية في ذاك الوقت لتدعم أو تدحض استخدام هذا النمط من التدريب في علاج نقص الانتباه مع فرط النشاط.

### تأثير الأبوين وغرفة الصف
قد يساعد تحسين بيئة المنزل وغرفة الصف المحيطة بالطفل على تحسين سلوكياته. يبدي أبوا الطفل المصاب بالاضطراب عيوبًا مشابهةً غالبًا، وبالتالي قد لا يقدران على مساعدة الطفل بما يكفي نظرًا للصعوبات التي يواجهانها. أدى تحسين فهم الأبوين لسلوك الطفل وتعليمهما الاستراتيجيات اللازمة لتحسين الأداء والتواصل وردع السلوكيات غير المرغوبة إلى تأثير ملحوظ على الأطفال المصابين بنقص الانتباه مع فرط النشاط. تسمى مجموعة التداخلات التعليمية المختلفة المتعلقة بالأبوين «تدريب الوالدين على إدارة السلوك»، وتشمل هذه التقنيات الإشراط الاستثابي: وهو تطبيق مستمر لمنح المكافآت لقاء تحقيق الأهداف والسلوك الجيد (تعزيز إيجابي)، وفرض العقوبات مثل الحرمان من النشاطات أو إلغاء الامتيازات الممنوحة بعد الفشل في تحقيق الهدف المحدد أو إساءة السلوك. تشابه إدارة غرفة الصف تدريب الأبوين على الإدارة، إذ يتلقى المعلمون ما يتعلق باضطراب نقص الانتباه مع فرط النشاط والتقنيات اللازمة لتحسين السلوك، ويطبقونها في ظروف غرفة الصف. تشمل الإستراتيجيات المستخدمة زيادة تنظيم الأنشطة الصفية مع مراجعة يومية للنتائج وتطبيق نظام الاقتصاد الرمزي. يجب على جميع أفراد الطاقم العامل التنسيق فيما بينهم في منح المكافآت لقاء ذات السلوكيات سعيًا للاستفادة من النظام الأخير. يساعد وضع روتين صفي على التأكد من تركيز الأطفال المصابين بنقص الانتباه مع فرط النشاط على امتداد فترة النهار.

### التدريب المعرفي
استنتجت ورقة بحثية نشرها باحثان من جامعة أوسلو عام 2013 أن تدريب الذاكرة العاملة يمنح تحسينات قصيرة الأمد، لكن هناك دليل ضعيف على دوام هذه التحسينات أو تعممها لتحسين القدرة اللفظية والمهارات الرياضية والانتباه وتحليل الكلمات. أظهرت ورقة منشورة عام 2014 بجهود مجموعة من الباحثين من جامعة ساوثهامبتون نتيجة دراسة التحليل التلوي الذي شمل 14 تجربةً مضبوطةً معشاةً حديثة النشر. خلص المؤلفون إلى «وجوب إيجاد دليل أقوى من الدراسات جيدة التعمية قبل اعتماد التدريب المعرفي ضمن علاجات الخط الأول لأعراض اضطراب نقص الانتباه مع فرط النشاط».

## الأدوية

### المنبهات
تُعد المنبهات أشيع الأدوية الموصوفة لعلاج نقص الانتباه مع فرط النشاط. تشمل الأدوية المستطبة لعلاجه كلًا من ميثيل فينيدات (كونسيرتا وريتالين مديد التأثير) وديكسميثيلفنيدات (فوكالين) وأملاح الأمفيتامين المختلطة (آديرال مديد التحرر وميدايس) وديكستروامفيتامين (ديكسيدرين) ولسدكسامفيتامين (فيفانس)، وفي حالات نادرة يمكن استخدام ميثامفيتامين (ديسوكسين). تمتاز الأدوية مضبوطة التحرر بالقدرة على استخدامها مرةً واحدةً يوميًا صباحًا. يفيد هذا على وجه الخصوص الأطفال الذين لا يحبون تناول الأدوية في منتصف نهارهم المدرسي. تُستخدم عدة أشكال مضبوطة التحرر لهذا الغرض.
ترفع المنبهات المستخدمة لعلاج الاضطراب التراكيز خارج الخلوية من النواقل العصبية الدوبامين والنورإبينفرين التي تزيد من الاتصالات بين العصبونات المستخدمة لهذه المركبات. تنتج التأثيرات العلاجية عن الفعالية النورأدرينالينية على نواة الموضع الأزرق وقشرة الفص الجبهي والتأثيرات الدوبامينية على المنطقة السقيفية البطنية والنواة المتكئة وقشرة الفص الجبهي.
تُعد الأدوية المنبهة آمنة الاستخدام تحت الإشراف الطبي، لكن لا يخلو الأمر من المخاوف حول أمانها على المدى الطويل نظرًا لعدم توثيقها الكافي، إضافةً إلى القضايا الاجتماعية والأخلاقية المتعلقة باستخدامها وتوزيعها. أضافت إدارة الغذاء والدواء الأمريكية تحذير الصندوق الأسود إلى بعض الأدوية المنبهة محذرةً من إدمانها الذي قد يقود إلى نوب ذهانية واعتماد نفسي واحتمال حدوث اكتئاب شديد خلال سحبها بعد سوء الاستخدام.
تمثل المنبهات أكثر الأدوية فعاليةً في علاج فرط النشاط ونقص الانتباه، ونالت سبعة صيغ دوائية مختلفة منها موافقة إدارة الغذاء والدواء الأمريكية على علاج الاضطراب، منها أربعة تعتمد على الأمفيتامين، وصيغتان تستندان إلى الميثيل فينيدات، إضافةً إلى ديكستروميثامفيتامين هيدروكلوريد. يُعد الأتوموكسيتين والغوانفاسين والكلونيدين الأدوية الوحيدة غير المنبهة غير الخاضعة للرقابة التي حظيت بموافقة إدارة الغذاء والدواء على علاج الاضطراب.
حددت التجارب السريرية قصيرة الأمد الأدوية الفعالة في علاج فرط النشاط ونقص الانتباه، لكن هذه التجارب تعتمد على معايير الإقصاء، ما يعني أن معرفة أدوية الاضطراب يعتمد على مجموعة فرعية صغيرة من المرضى النموذجيين المشاهدين في الممارسة السريرية. لم تظهر الأدوية أي تحسن في الأداء المدرسي، وهناك نقص في البيانات المتعلقة بالفعالية طويلة الأمد وشدة التأثيرات الجانبية المرافقة، لكن قد تنقص المنبهات من خطورة الإصابات غير المقصودة لدى الأطفال المصابين بالاضطراب.
تُعد هذه الفئة من الأدوية وحدةً واحدةً، لكنها تؤثر على الدماغ بطرق مختلفة. سعت بعض الاستقصاءات إلى إيجاد التشابهات بين الأطفال المستجيبين على دواء معين. تتشابه الاستجابة السلوكية للمنبهات بين الأطفال سواء كانوا من المصابين أو السليمين.
تُعد الأدوية المنبهة علاجًا فعالًا للبالغين المصابين بنقص الانتباه مع فرط النشاط، لكن معدلات الاستجابة قد تنخفض عندهم مقارنةً بالأطفال. قد يوصي بعض الأطباء باستخدام مضادات الاكتئاب بدايةً بدلًا من المنبهات مع أنها تملك حجم تأثير أضعف بكثير من الأدوية المنبهة.